# Новомиколаївка (Новгородківська селищна громада)
Новомикола́ївка — село в Україні, у Новгородківській селищній громаді Кропивницького району Кіровоградської області. Населення становить 311 осіб. Колишній центр Новомиколаївської сільської ради.

## Населення
Згідно з переписом УРСР 1989 року чисельність наявного населення села становила 289 осіб, з яких 134 чоловіки та 155 жінок.
За переписом населення України 2001 року в селі мешкало 312 осіб.

### Мова
Розподіл населення за рідною мовою за даними перепису 2001 року:
| Мова       | Відсоток |
| ---------- | -------- |
| українська | 99,68 %  |
| грецька    | 0,32 %   |

## Відомі люди
Уродженцем села є Герой Радянського Союзу В. І. Кравченко (1920—2011).